# تنکیو گورو
تنکیو گورو (به ژاپنی: 典厩五郎) (تولد ۱۶ سپتامبر ۱۹۳۹ –) یک رمان‌نویس اهل توکیو در ژاپن است و سناریوها و کتاب‌های بسیاری از وی منتشر شده‌است. وی به عنوان استاد اول در زمینه شناخت اودا نوبوناگا شهرت دارد. در سال ۱۹۸۷ جایزه بزرگ و همچنین جایزه خوانندگان را از پنجمین دوره جایزه سانتوری میستری دریافت کرد همچنین در سال ۲۰۱۳ برای کتاب ناگاساکی سرزمین رؤیا از هفتمین دوره جایزه ادبی فوتاباشی سی ایچی (舟橋聖一文学賞) جایزه دریافت کرد.